# Dejan Kulusevski
Dejan Kulusevski (Stockholm, 25 april 2000) is een Zweeds voetballer die doorgaans als vleugelspeler speelt. Hij verruilde Juventus in juli 2023 voor Tottenham Hotspur, dat hem het voorgaande anderhalf jaar al huurde. Kulusevski debuteerde in 2019 in het Zweeds voetbalelftal.

## Clubcarrière

### Jeugd
Kulusevski werd geboren in Stockholm als kind van Macedonische ouders. Hij begon met voetballen bij IF Brommapojkarna. 

### Atalanta Bergamo
In 2016 vertrok hij naar het Italiaanse Atalanta Bergamo. Op 20 januari 2019 debuteerde de vleugelspeler in de Serie A, in een wedstrijd tegen Frosinone. Hij viel in voor Marten de Roon. Hij speelde drie wedstrijden in zijn eerste en enige seizoen voor Atalanta.
In juli 2019 werd bekend dat Parma Kulusevski op huurbasis overnam. Hij maakte op 24 augustus tegen Juventus zijn debuut voor de club. Een week later was hij in een 1-3 overwinning op Udinese goed voor zijn eerste twee assists in het profvoetbal. Op 30 september maakte hij zijn eerste competitietreffer, tegen Torino. Hij kwam tot tien goals en negen assists in 36 competitiewedstrijden,

### Juventus
Op 2 januari 2020 verkocht Atalanta Kulusevski voor een bedrag van 35 miljoen euro aan Juventus. De Zweeds international tekende een contract tot 2025, maar maakte het seizoen nog af bij Parma. Op 20 september maakte hij tegen Sampdoria met een doelpunt en een 3-0 overwinning zijn debuut voor Juventus. Op 19 mei 2021 was hij in de finale van de Coppa Italia tegen zijn voormalig werkgever Atalanta in een 1-2 overwinning goed voor de 0-1 en de assist op de 1-2 van Federico Chiesa. Hij kwam tot zeven goals en zeven assists in alle competities dat seizoen. In zijn tweede seizoen kwam hij in een halfjaar tot slechts twee goals en drie assists. 

### Tottenham Hotspur
In januari 2022 werd Kulusevski voor anderhalf jaar verhuurd aan Tottenham Hotspur, dat een afkoopsom bedong van 30 miljoen euro. Op 5 februari maakte hij in de FA Cup tegen Brighton & Hove Albion zijn debuut voor de club, waarna hij vier dagen later tegen Southampton ook zijn competitiedebuut maakte. Op 19 februari was hij tegen regerend landskampioen Manchester City goed voor zijn eerste goal en eerste assist in een 2-3 overwinning. Hij eindigde het seizoen met twee goals tegen Norwich City en kwam zo in een halfjaar in Londen tot vijf goals en acht assists. 
Na zijn eerste volledige seizoen in Engeland, waarin hij tot twee goals en acht assists kwam, werd hij definitief overgenomen door Tottenham Hotspur. Dat seizoen kreeg Kulusevski met Ange Postecoglou een nieuwe trainer, waarmee hij een uitstekend seizoen beleefde. Hij scoorde acht keer en gaf drie assists in de competitie en werd steeds vaker als aanvallende middenvelder geposteerd in plaats van als rechtsbuiten. In het seizoen 2024/25, met de komst van Brennan Johnson als nieuwe rechtsbuiten, werd Kulusevski een van de twee aanvallende middenvelders naast James Maddison. 

## Clubstatistieken
| Seizoen | Club                | Competitie     | Competitie | Competitie | Competitie | Beker | Beker | Beker | Internationaal | Internationaal | Internationaal | Totaal | Totaal | Totaal |
| Seizoen | Club                | Competitie     | Wed.       | Dlp.       | Ass.       | Wed.  | Dlp.  | Ass.  | Wed.           | Dlp.           | Ass.           | Wed.   | Dlp.   | Ass.   |
| ------- | ------------------- | -------------- | ---------- | ---------- | ---------- | ----- | ----- | ----- | -------------- | -------------- | -------------- | ------ | ------ | ------ |
| 2018/19 | Atalanta Bergamo    | Serie A        | 3          | 0          | 0          | 0     | 0     | 0     | —              | —              | —              | 3      | 0      | 0      |
| 2019/20 | → Parma             | Serie A        | 36         | 10         | 9          | 3     | 0     | 0     | —              | —              | —              | 39     | 10     | 9      |
| 2020/21 | Juventus            | Serie A        | 35         | 4          | 3          | 6     | 3     | 3     | 6              | 0              | 1              | 47     | 7      | 7      |
| 2021/22 | Juventus            | Serie A        | 20         | 1          | 3          | 2     | 0     | 0     | 5              | 1              | 0              | 27     | 2      | 3      |
| 2021/22 | → Tottenham Hotspur | Premier League | 18         | 5          | 8          | 2     | 0     | 0     | —              | —              | —              | 20     | 5      | 8      |
| 2022/23 | → Tottenham Hotspur | Premier League | 30         | 2          | 7          | 3     | 0     | 1     | 4              | 0              | 0              | 37     | 2      | 8      |
| 2023/24 | Tottenham Hotspur   | Premier League | 36         | 8          | 3          | 3     | 0     | 0     | —              | —              | —              | 39     | 8      | 3      |
| 2024/25 | Tottenham Hotspur   | Premier League | 11         | 2          | 2          | 2     | 0     | 3     | 4              | 0              | 0              | 17     | 2      | 5      |
| TOTAAL  | TOTAAL              | TOTAAL         | 189        | 32         | 35         | 21    | 3     | 7     | 19             | 1              | 1              | 229    | 36     | 43     |

## Interlandcarrière
Kulusevski debuteerde op 18 november 2019 in het Zweeds voetbalelftal, in een met 3–0 gewonnen EK-kwalificatiewedstrijd tegen Faeröer. Op 14 november 2020 scoorde hij tegen Kroatië zijn eerste doelpunt voor Zweden. In de zomer van 2021 maakte hij deel uit van de selectie voor het EK 2020, dat door corona een jaar verschoven was. Hij miste de eerste twee wedstrijden, maar gaf twee assists in de laatste poulewedstrijd tegen Polen. In de achtste finale werd Zweden na verlenging verslagen door Oekraïne.
Op 5 september 2024 was hij tegen Azerbeidzjan voor het eerst aanvoerder van Zweden, in zijn 40'ste interland. Op 19 november was hij als aanvoerder goed voor twee goals in de Nations League-wedstrijd tegen datzelfde Azerbeidzjan.

## Erelijst
| Coppa Italia       | 1x | 2020/21 |
| Supercoppa         | 1x | 2020    |
| Tottenham Hotspur  |    |         |
| UEFA Europa League | 1x | 2024/25 |